# Зингер, Рольф
Рольф Зи́нгер (нем. Rolf Singer, 23 июня 1906, Шлирзе — 18 января 1994, Чикаго) — учёный немецкого происхождения, ботаник, наиболее известен многочисленными трудами по микологии, работал в странах Западной Европы, СССР, США, Аргентине и Чили. Зингера называют одним из самых известных микологов XX века. Главный его вклад в науку состоит в создании системы агариковых грибов, кроме того, он является специалистом по неотропической агарикологии, описал около 2450 новых грибов, имеет публикации по этномикологии, микоризе, трюфелевым грибам. Коллекции Р. Зингера хранятся в 42 гербариях мира.

## Биография
Рольф Зингер родился 23 июня 1906 года в посёлке Шлирзе в Баварии.
Изучал химию в Мюнхенском университете, затем учился в Венском университете у Р. Веттштейна.
В 1933—1935 годах работал в Испании, в Барселоне (Universidad Autónoma de Barcelona).
В 1935 году по приглашению Н. И. Вавилова приехал в СССР и работал в Отделе споровых растений Ботанического института АН СССР (Ленинград). Здесь он совершил несколько экспедиций, в том числе на Кавказ, Алтай, в Карелию, где занимался изучением агарикоидных и афиллофороидных грибов. Совместно с А. С. Бондарцевым была разработана новая система трутовых грибов, давшая впоследствии заметный толчок к прогрессу в систематике базидиомицетов в целом. В ленинградский период была начата работа над системой агариковых грибов, по которой защищена докторская диссертация.
В 1941 году Зингер вынужден был уехать из СССР и эмигрировать в США.
В 1941—1947 годах работал в Гарвардском университете, затем переехал в Южную Америку, в Аргентину, где в 1948—1960 годах занимал должность профессора в Национальном университете Тукумана, с 1961 года — профессор Университета Буэнос-Айреса. В 1967—1968 годах посетил Сантьяго (Чили), после чего вернулся в США и работал в Музее естественной истории им. Филда и в Университете Иллинойса в Чикаго.
Умер в Чикаго 18 января 1994 года.

## Научные труды
Рольф Зингер имеет около 400 публикаций на 9 языках.
Главный труд учёного — монография The Agaricales in modern taxonomy (Агарикальные грибы в современной таксономии), описывающая систему порядка Агариковые (Agaricales). Впервые издана в 1951 году, затем дорабатывалась и переиздавалась ещё 3 раза, последнее издание вышло в 1986 году.
- Singer R. Mushrooms and Truffles. Botany, Cultivation and Utilization. — New York: Interscience Publishers, 1961.
- Singer R. Mycoflora Australis. — Cramer, 1969.
- Singer R. The Agaricales in modern taxonomy. — Koenigstein: Koeltz Sci. Books, 1986. — ISBN 3-87429-254-1.
- Bondarzew A., Singer R. Zur Systematik der Polyporaceen // Ann. mycol.. — 1941. — № 1. — P. 43—65.
- Бондарцев А.С., Зингер Р. А. К естественной системе трутовых грибов // Сов. ботан.. — 1943. — № 1. — P. 29—43.
- Бондарцев А.С., Зингер Р. А. Руководство по сбору высших базидиальных грибов для научного их изучения // Тр. ботан. ин-та АН СССР. — 1950. — С. 499—543.